# Klaverinstrument

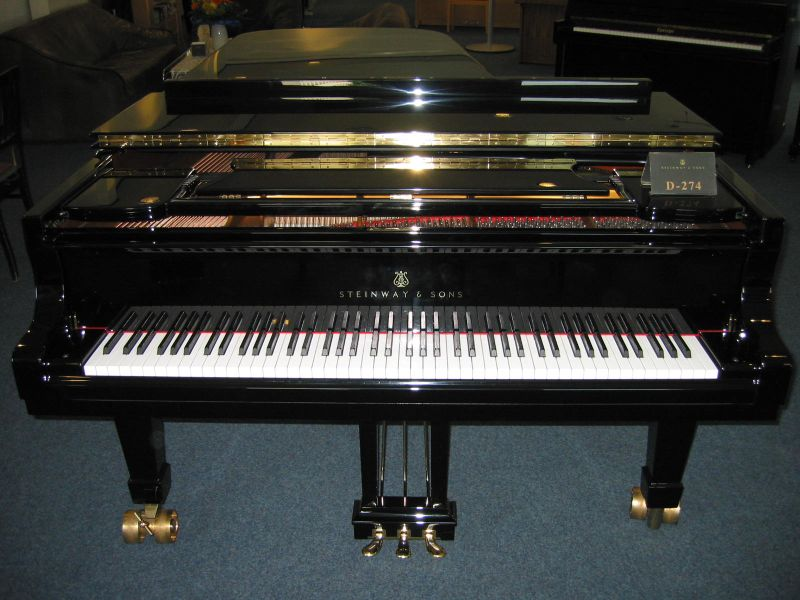
Piano.

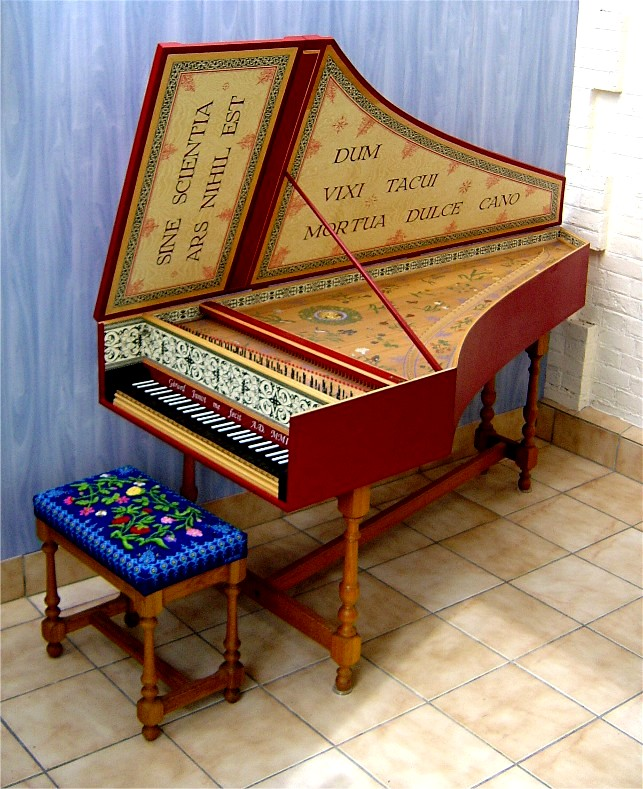
Cembalo.

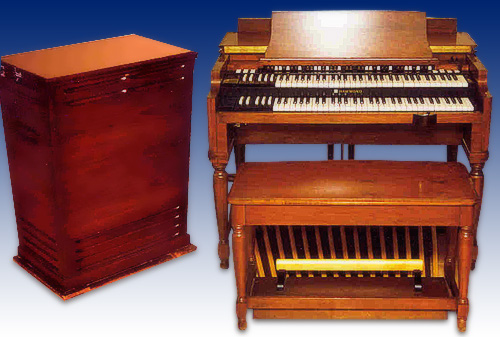
Hammondorgel.

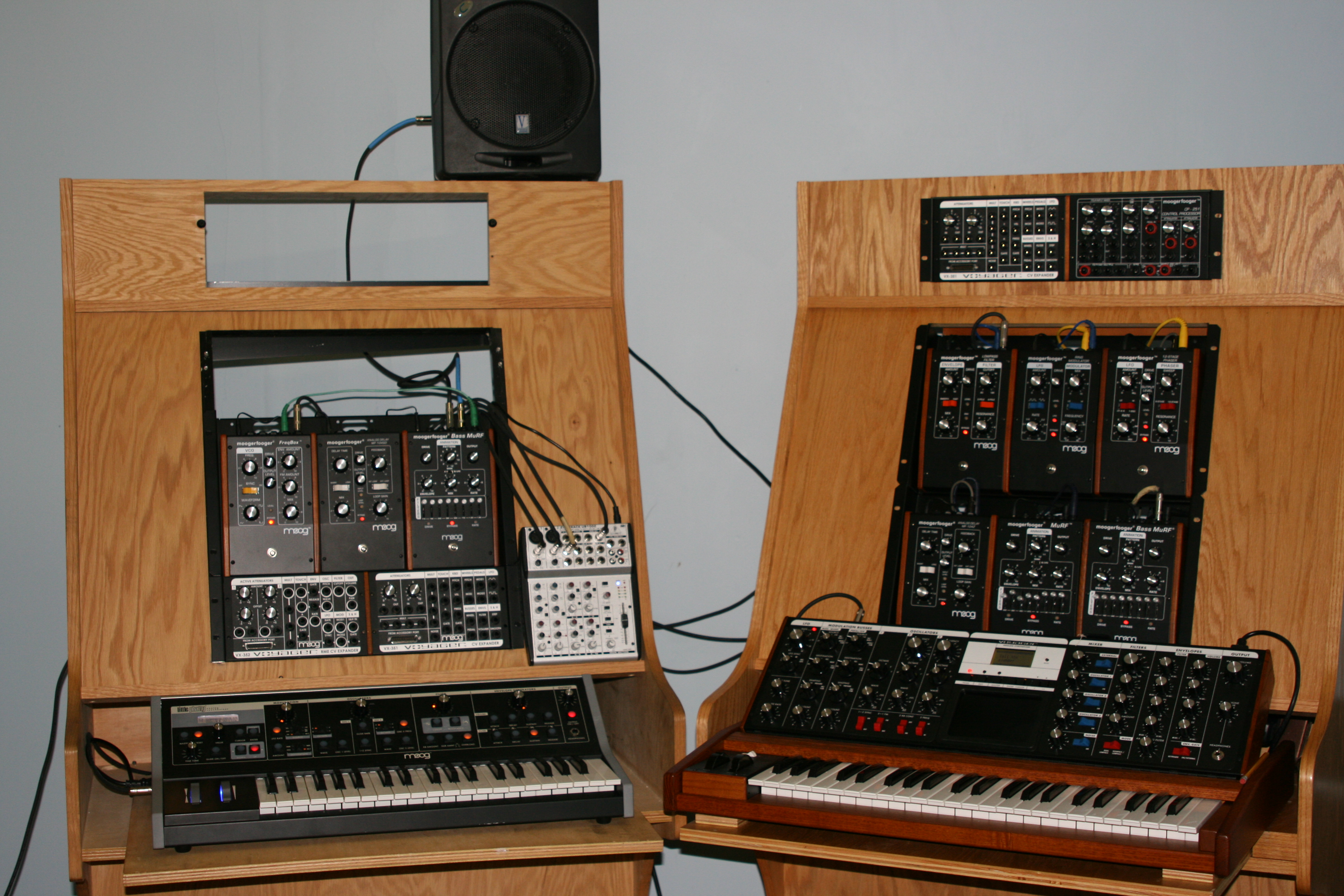
Moogsynthesizers.

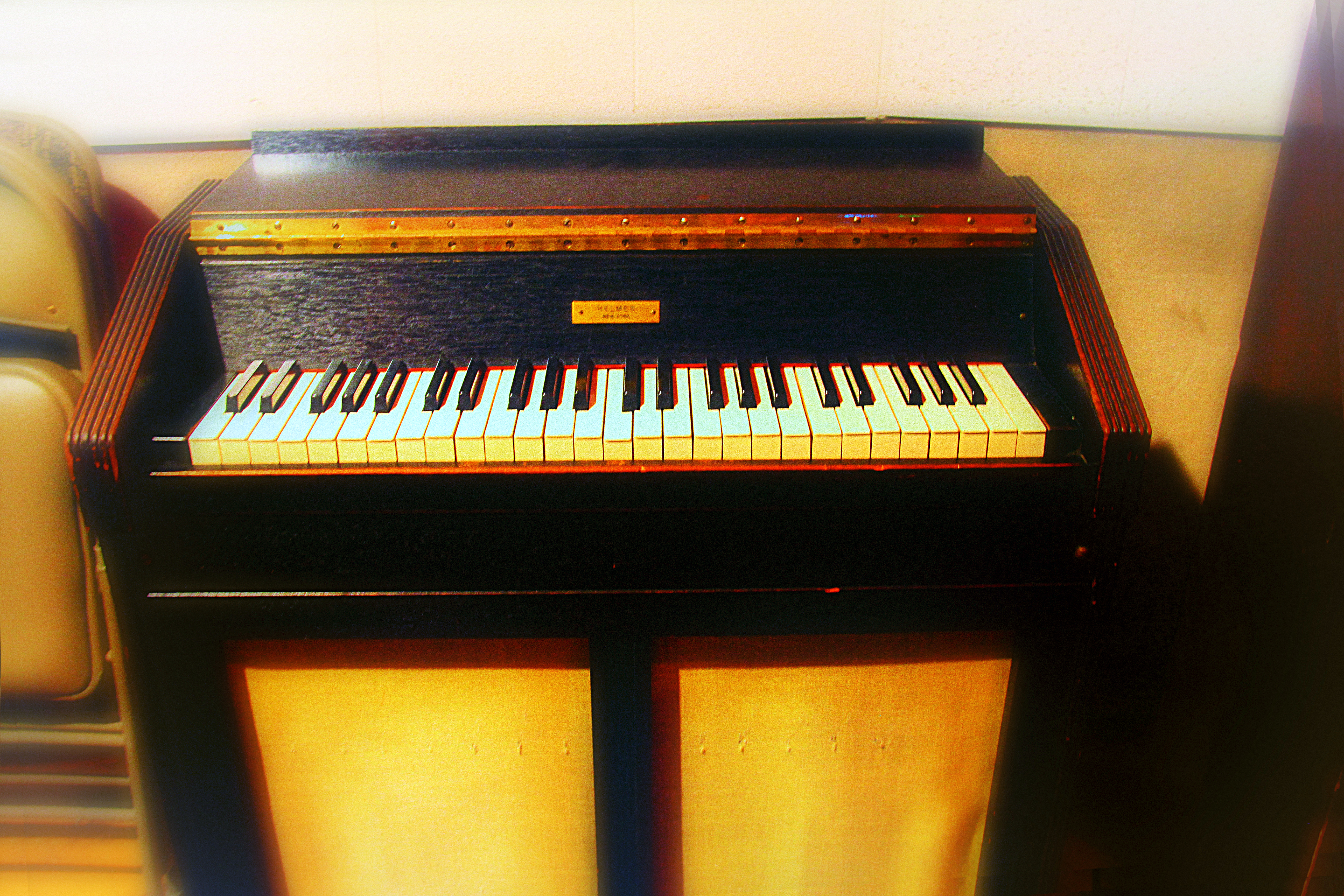
Celesta.

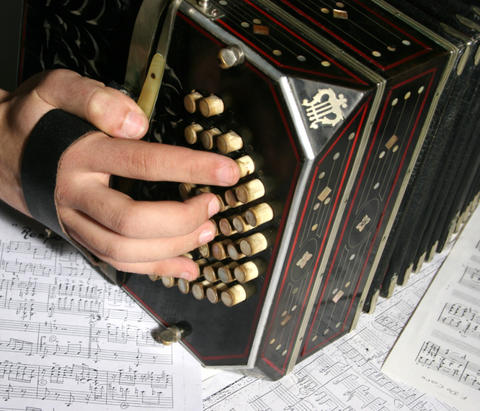
Bandoneon.

Ett klaverinstrument är ett musikinstrument som spelas med en klaviatur.

## Översikt
Det finns med hänsyn till tonbildningssättet fyra sorter:
- Stränginstrument (kordofoner) av cittratyp där tangenter (ofta utformade som hävstänger) på ett eller annat sätt sätter strängen i svängning. Instrumenten kan sedan delas in i sådana där strängen knäpps (till exempel med ett stift som fungerar som plektrum) och sådana där den slås (till exempel med en hammare).
- Blåsinstrument (aerofoner), som består av (ett eller flera) register med pipor eller tungor, vilka bringas att ljuda genom en riktad luftström från någon form av blås- eller suganordning;
- Slaginstrument (idiofoner), där tangenter med hammare slår an till exempel metallstavar;
- Elektrofoner eller elektriska och elektroniska instrument med klaviatur, där elektrisk ström spelar en avgörande roll som del av själva ljudkällan.

Nationalencyklopedin och en del andra källor reserverar termen klaverinstrument för den första sorten.
Andra använder termerna klaverinstrument och tangentinstrument synonymt. Dubbeltydigheten går tillbaka på att ordet "klaver", så länge det var i dagligt bruk, avsåg både tangentinstrument med strängar och klaviatur.
Om man så vill kan man också föra ett par stränginstrument av lutatyp till gruppen klaverinstrument, nämligen vevliran och nyckelharpan. Å ena sidan har de klaviatur; å andra sidan används den inte till att bilda tonen i en (nästan alltid) frisvängande sträng, utan bara till att få önskad tonhöjd genom att förkorta strängen (i stället för fingrar på en greppbräda).

## Systematik
Inom grupperna i grov ordning efter ålder.
Tangentinstrument och klaverinstrument:
- Knäpps
  - Spinett
  - Virginal
  - Cembalo
- Anslås
  - Klavikord
  - Piano
med flygel
och pianino, kammarpiano eller upprättstående piano
  - Elpiano
  - Preparerat piano

Andra ej klaverinstrument, endast tangentinstrument:
- Blåsinstrument
  - Orgel
  - Harmonium
  - Dragspel
  - Melodika

- Slaginstrument
  - Vissa klockspel
  - Celesta

- Elektroniska instrument
  - Chamberlin
  - Elorgel
  - Keyboard
  - Mellotron
  - Synthesizer